# Der Schmerz
Der Schmerz is een Duitstalig, aan collegiale toetsing onderworpen wetenschappelijk tijdschrift op het gebied van de anesthesiologie en de neurologie. De naam wordt in literatuurverwijzingen meestal afgekort tot Schmerz. Het wordt uitgegeven door Springer Science+Business Media namens de Sertürner Gesellschaft en verschijnt tweemaandelijks.